# Vivaces (film, 2019)
Pour plus de détails, voir Fiche technique et Distribution.
Vivaces (Rustic Oracle) est un film québécois réalisé par Sonia Bonspille Boileau sorti en 2019 et mettant en vedette Lake Kahentawaks Delisle et Carmen Moore.

## Synopsis
Ivy, jeune fille de huit ans, est très proche de sa grande sœur adolescente Heather avec qui est partage sa chambre. Lorsque celle-ci ne rentre pas à la maison, leur mère monoparentale s'inquiète et finit par partir à sa recherche. Comme Ivy peut reconnaître la personne avec laquelle Heather se trouvait avant sa disparition, sa mère l'amène avec elle dans sa quête.

## Fiche technique
Source : IMDb et Films du Québec
- Titre original : Rustic Oracle
- Titre français : Vivaces
- Réalisation : Sonia Bonspille Boileau
- Scénario : Sonia Bonspille Boileau
- Musique : Alain Auger
- Direction artistique : Donna Noonan
- Costumes : Swaneige Bertrand
- Maquillage et coiffure : Pamela Warden
- Photographie : Patrick Kaplin
- Son : Martyne Morin, Luc Raymond, Jean-Philippe Savard, Cory Rizos
- Montage : Randy Kelly
- Production : Jason Brennan
- Production exécutive : Carol Whiteman
- Société de production : Nish Media
- Sociétés de distribution : Septième Écran
- Budget : 1,8 million $ CA
- Pays de production :  Canada
- Tournage : du 31 juillet au 2 septembre 2018, à Oka, Kanesatake, St-Eustache et Vaudreuil-Dorion
- Langue originale : anglais
- Format : couleur
- Genre : drame
- Durée : 101 minutes
- Dates de sortie :
  - Canada : 29 septembre 2019 (première mondiale au Festival international du film de Vancouver)
  - Canada : 4 mars 2020 (première québécoise au Festival de films féministes de Montréal)
  - Canada : 21 août 2020 (sortie en salle au Québec)
- Classification :
  - Québec : Visa général[2]

## Distribution
- Lake Kahentawaks Delisle : Ivy
- Carmen Moore : Susan
- McKenzie Kahnekaroroks Deer : Heather Simon
- Margo Kane (en) : Tota
- Alex Rice (en) : Karen
- Passion Diabo-Sim : Courtney
- Kevin Parent : officier Caron
- Mélissa Toussaint : Renée
- Richard Jutras : officier Tremblay
- Brittany LeBorgne (en) : Hawi, ami d'adolescence de Susan
- Mark Bonspille : Devan, l'ami d'Ivy
- Caroline Gélinas : directrice de l'école
- Maxime Gibeault : Shawn Dumas
- Kawennáhere Devery Jacobs : Ivy adulte
- Keena Thunderblanket : la fille d'Ivy
- Brandon Jacobs : Goof
- Emmanuel Auger : portier du bar
- Richard Robitaille : policier à Ottawa

## Distinctions

### Récompenses
- 2019 : American Indian Film Festival (en)
  - prix de la meilleure actrice : Lake Kahentawaks Delisle
  - prix de la meilleure actrice de soutien : Carmen Moore
- 2020 : Prix Leo
  - Leo du meilleur film : Jason Brennan, Carol Whiteman
  - Leo de la meilleure principale interprétation féminine dans un film : Carmen Moore
- 2020 : Prix UBCP/ACTRA (Vancouver) (en)
  - meilleure actrice : Carmen Moore

### Nominations
- 2019 : American Indian Film Festival (en) meilleur film
- 2020 : Guilde canadienne des réalisateurs Prix de la Guilde pour la contribution exceptionnelle à la réalisation d'un long métrage : Sonia Bonspille Boileau[3]
- 2021 : Prix Écrans canadiens meilleure actrice : Carmen Moore